# Kevin Greene
Kevin Darwin Greene (* 31. Juli 1962 in Schenectady, New York; † 21. Dezember 2020 in Destin, Florida) war ein US-amerikanischer American-Football-Spieler, -Trainer und Wrestler. Er spielte fünfzehn Saisons auf der Position des Linebackers und des Defensive Ends in der National Football League (NFL). Er erzielte in seiner Karriere 160 Sacks, was die drittmeisten in der Geschichte der NFL und die meisten eines Spielers, der hauptsächlich auf der Position des Linebackers spielte, sind.

## Spieler (NFL)
Im NFL Draft 1985 wurde Greene in der fünften Runde von den Los Angeles Rams ausgewählt. In seiner ersten Saison, die einzige, in der er keinen Sack erzielte, spielte er meist in den Special Teams. In seiner zweiten Saison spielte er in allen 16 Spielen, jedoch nie von Beginn an, und erzielte sieben Sacks. 1987 konnte er weitere sechseinhalb Sacks erzielen. In seiner vierten Saison entwickelte er sich zu einem gefürchteten Pass Rusher, als er mit 16,5 Sacks einen Karrierehöchstwert aufstellte. 1989 erzielte er diesen Wert erneut. 1991 wurde er vom damaligen Defensive Coordinator Jeff Fisher zum Defensive End umtrainiert, woraufhin er nur noch drei Sacks erzielte. In der darauffolgenden Saison konnte er mit zehn Sacks zu vorherigen Werten zurückkehren. Im Anschluss wechselte er jedoch zu den Pittsburgh Steelers. In seiner zweiten Saison für die Steelers konnte er die meisten Sacks in der NFL erzielen. 1995 zog er mit den Steelers in den Super Bowl XXX ein, den sie jedoch gegen die Dallas Cowboys verloren. 1996 folgte er Steelers’ Defensive Coordinator Dom Capers zu den Carolina Panthers. Dort konnte er erneut die meisten Sacks der NFL erzielen. Nach dieser Saison verließ er die Panthers in Richtung San Francisco, ehe er 1998 für zwei weitere Saisons zurückkehrte.
2016 wurde er in die Pro Football Hall of Fame gewählt.

## Wrestling
Im Juni 1996 begann er eine Karriere als Wrestler, wo er dem Kampfstil des Powerhouse zugeschrieben wurde. Seine Kampftechniken basierten dabei meist auf Powerslams und Forearm Smashs. Seinen letzten Auftritt im Ring hatte er im Juli 1998.

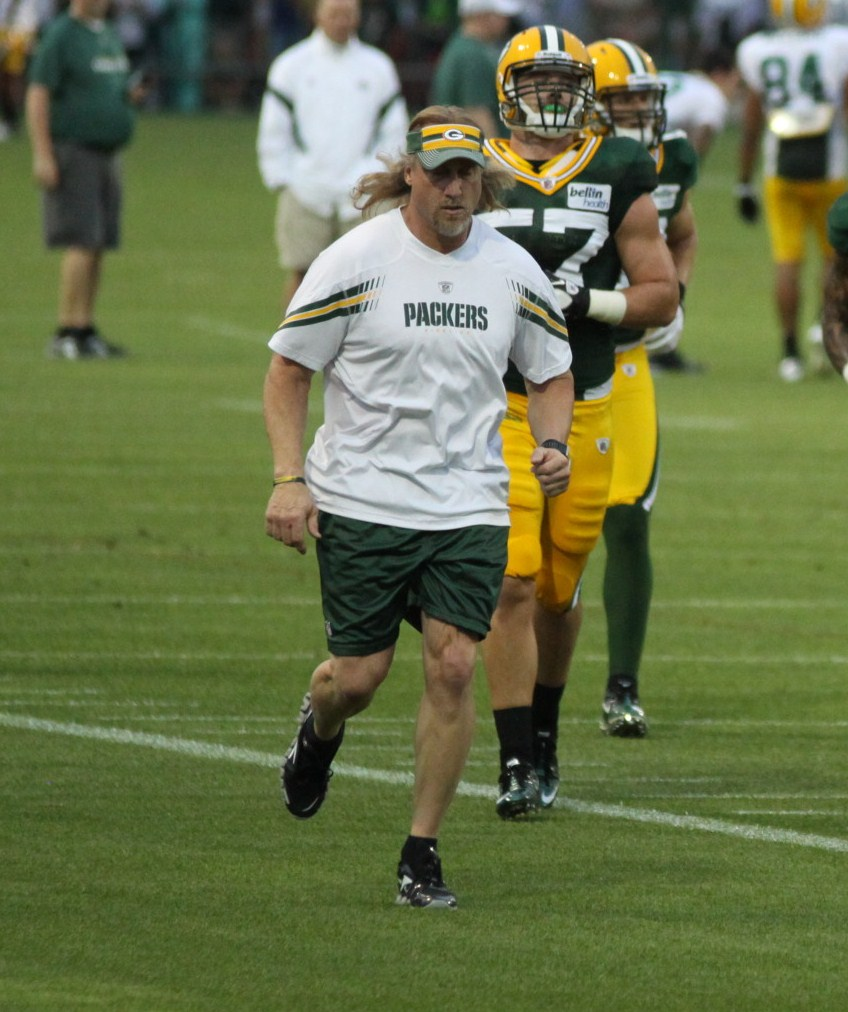
Kevin Greene 2011 bei den Green Bay Packers

## Trainer (NFL)
Nachdem sein ehemaliger Trainer Dom Carpers 2009 zum Defensive Coordinator der Green Bay Packers ernannt worden war, verpflichtete dieser Greene als Trainer der Outside Linebacker. Nach der Niederlage der Packers in den Play-offs der Saison 2013 gegen die San Francisco 49ers reichte er seinen Rücktritt ein.